# Іцхак Хофі
Іцхак Хофі (івр. יצחק חופי, ім'я при народженні Іцхак Побережський) (25 січня 1927 — †15 вересня 2014) — ізраїльський військовий і політичний діяч, генерал-майор Армії оборони Ізраїлю. З квітня 1974 по 26 червня 1982 року — директор Моссаду.

## Життєпис
Народився в 1927 році в Тель-Авіві в сім'ї іммігрантів з Одеси.
1944 — вступає в Пальмах. 1945 — командир відділення. 1946 — командир взводу.
Війна за Незалежність — командир роти в 1-му батальйоні Пальмахім в бригаді «Іфтах», бере участь у бою за Мішмар-га-Емек, в операціях «Іфтах», «Матата», «Дані» та інших боях.
1949 — інструктор в офіцерській школі, оперативний офіцер Південного військового округу.
1950 — курс командирів батальйонів, заступник командира офіцерської школи.
1952 — командир 51 батальйону.
1954 — навчання в Командно-штабному коледжі. 1955 — викладач в Командно-штабному коледжі.
1956 — заступник командира 202 бригади, бере участь в операції відплати в Калькилії.
Синайська кампанія — бере участь в бою на перевалі Мітле.
1957 — відпустка для закінчення середньої освіти.
1959 — штабний офіцер ППО.
1960 — командир офіцерської школи.
1962 — командир 35 бригади.
1964 — навчання в Командно-штабному коледжі армії США.
1965 — начальник оперативного відділу Генерального Штабу. Відповідає за розробку планів і координацію дій під час Шестиденної війни.
1968 — помічник начальника штабного управління Генерального Штабу, з 1969 — начальник навчального відділу Генерального Штабу.
1972 — командувач Північного військового округу.
Війна Судного Дня — війська Північного округу під командуванням Хофи ведуть оборонні бої на Голанських висотах, потім в ході контрнаступу повністю відбивають зайняту противником територію, захоплюють «сирійський виступ» і просуваються у напрямку до Дамаску.
Січень 1974 — начальник штабного управління Генерального Штабу.
З 3 по 15 квітня 1974 — виконувач обов'язків НГШ після відставки Давида Елазар і до вступу на посаду Мордехая Гура.
Вересень 1974 — директор «Моссада». Розвідувальна діяльність, боротьба з палестинським терором, в тому числі підготовка до операції зі звільнення заручників в Ентеббе, протидія іракському ядерному проекту, зв'язки з ліванськими фалангістами, контакти з Єгиптом перед початком відкритих мирних переговорів.
1982 — генеральний директор «Хеврат а-хашмаль». 1990 — голова правління компанії «Тадіран». З 1994 — член правління багатьох компаній і добровільних товариств. Один із засновників руху «Третій шлях», покинув його в 1995, коли було вирішено перетворити його в партію.
Помер 15 вересня 2014.